# Хроника графов фон Циммерн

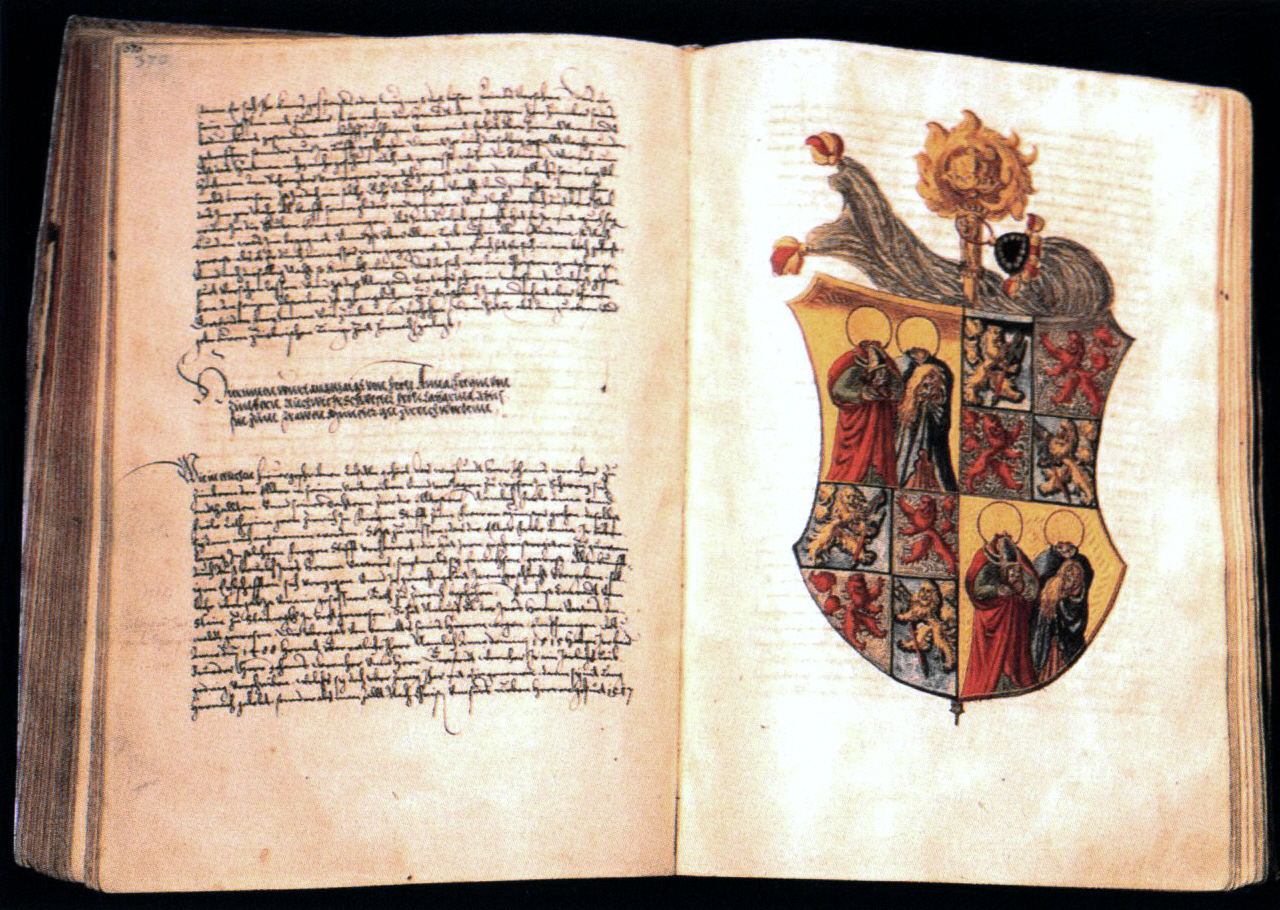
Хроника графов фон Циммерн. Разворот из Списка Б с гербом Катарины фон Циммерн, последней аббатисы Фраумюнстера в Цюрихе

Хроника графов фон Циммерн (нем. Chronik der Grafen von Zimmern), либо — Циммернская хроника (нем. Zimmerische Chronik) — исторический документ середины XVI в., представляющий собой семейную хронику дворянского рода фон Циммерн, в 1538 г. возведённого в графское достоинство. Хроника была написана в период между 1540 и 1566 гг. Фробеном Кристофом фон Циммерном (Froben Christoph von Zimmern, 1519—1566).

## Содержание
Циммернская хроника — это выдающийся источник по истории дворянской культуры XVI в. Её главным отличием от других хроник дворянских родов и епископств этой эпохи (в том числе и от трудов Вильгельма Вернера фон Циммерна) является, в первую очередь, многослойность описания, которое не ограничивается одним лишь (традиционным) генеалогическим перечислением членов рода фон Циммерн, но пытается зафиксировать особенные психологические черты различных персонажей. Причём это в значительной степени дифференцированное описание касается не только самих Циммернов, но также родственных и территориально близких дворянских родов: Вюртембергов, Цоллернов, Верденбергов, Вальдбургов, Фюрстенбергов, Тенгенов и т. д. Попутно в текст вплетены многочисленные и безусловно адресованные посвящённому читателю байки, анекдоты и отступления, так что периодически хроника приобретает характер своего рода городской легенды.
Повествование ведётся, по большей части, от третьего лица, и лишь изредка от первого. Единоличное авторство — по крайней мере с конца 1950-х гг., после выхода монографии Беата Рудольфа Йенни (нем. Beat Rudolf Jenny) — приписывается графу Фробену Кристофу фон Циммерну; считавшийся ранее соавтором его секретарь Иоганн (/Ганс) Мюллер († ок. 1600 г.), вероятнее всего, только исполнил роль писца. Большое влияние на хронику оказал, однако, дядя Фробена Кристофа, камеральный судья и историк Вильгельм Вернер фон Циммерн (Wilhelm Werner Graf von Zimmern, 1485—1575), главным произведением которого является Хроника архиепископства Майнц (Chronik von dem Erzstifte Mainz und dessen Suffraganbistümern, ок. 1550). При этом различие стилей изложения очевидно: Фробен фон Циммерн был писателем-любителем, в 1540 г. уже опубликовавшим труд Liber rerum Cimbriacarum (сохранился в двух позднейших списках), который может считаться «предшественником», либо предварительным вариантом Хроники, во многом повторяющей его схему изложения.
Хроника начинается с ряда фиктивных историй, преследующих цель показать древность рода Циммернов, и согласно которым они происходят, с одной стороны, от кимвров, а с другой — от римского патриция, насильно переселённого Карлом Великим в Шварцвальд. Более или менее придерживающееся фактов повествование начинается с Конрада Циммернского, аббата Райхенау (1234—1255), и с получения рордорфского наследства.
Современную историю семьи открывает жалоба о падении Циммернов в ходе так называемого Верденбергского спора, когда на Иоганна Вернера фон Циммерна-старшего была наложена имперская опала. Следующий далее отец автора, Иоганн Вернер фон Циммерн-младший (1480—1549) упомянут лишь по имени, в то время как его дяде, Готтфриду Вернеру фон Циммерну (1484—1554) посвящён целый панегирик. И наконец, больше всего места занимает восхваление Вильгельма Вернера фон Циммерна, которому, кроме прочего, выражается признательность за поддержку и полезные советы.
Целью Хроники было дать будущим поколениям рода, недавно возведённого в графское достоинство, обзор как собственной истории (для чего она искусственно удлиняется и мифологизируется), так и семейных владений, а заодно задать образцы поведения: так, в Хронике осуждается расточительный образ жизни, и наоборот — всячески приветствуется последовательное умножение владений. Любопытно, что негативно оценивается и вассалитет по отношению к более влиятельным дворянским родам. Причиной тому послужил, вероятно, негативный реальный опыт: союз с Вюртембергом и Австрией принёс Циммернам одни лишь проблемы.

## Списки и история издания

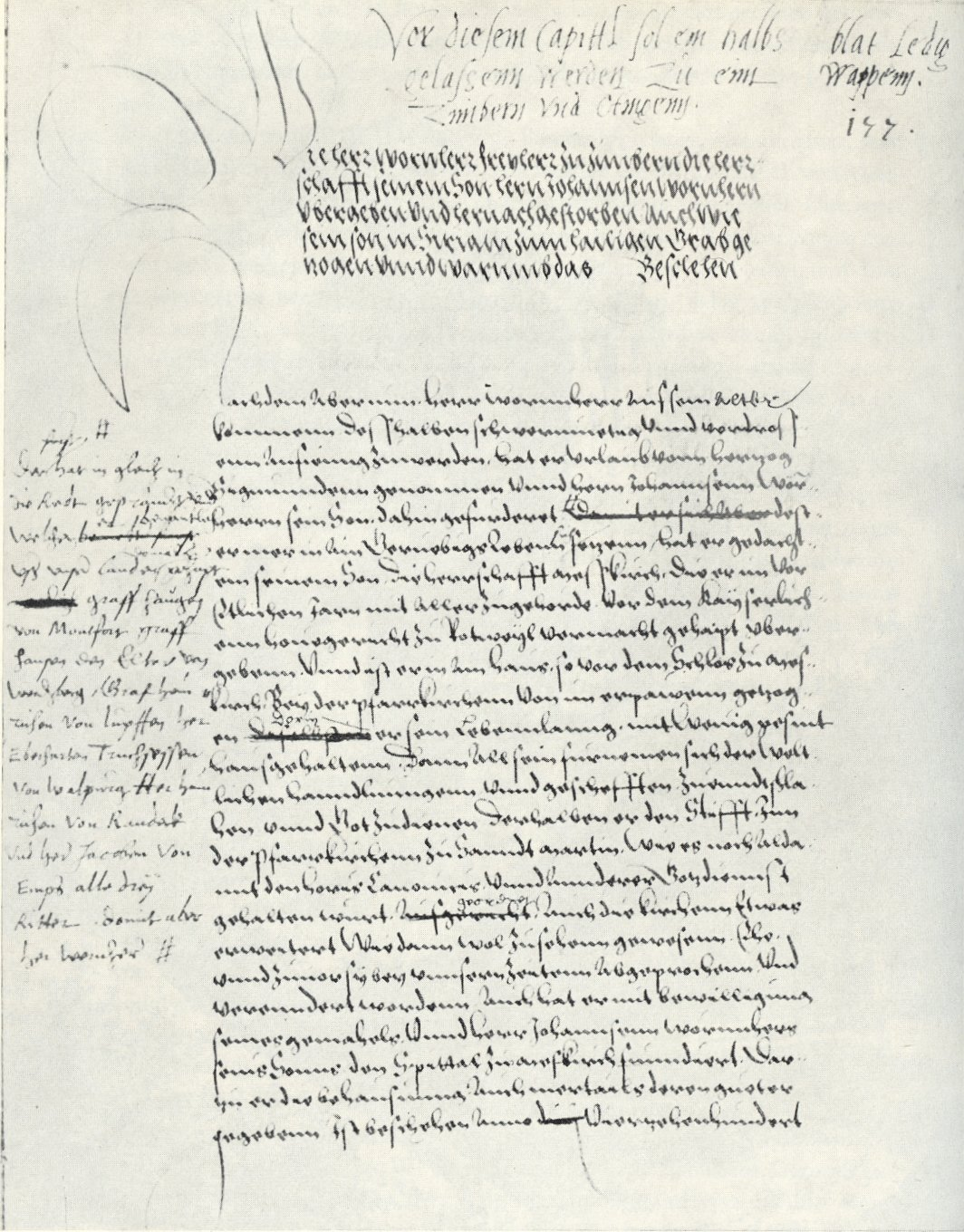
Страница из Списка А с пометами Фробена Кристофа фон Циммерна

До наших дней Хроника дошла в двух рукописных вариантах, называемых также Список А и Список Б (состоит из двух частей Б 1 и Б 2).
Более полный Список Б, разделённый в 1792 г. на два тома в формате ин-фолио, содержит страницы с 1 по 802 (Список Б 1) и с 802 по 1567 (Список Б 2). При этом он украшен полностраничными изображениями 41 герба, одного флагоносца и тремя декоративными страницами. Основной текст продолжается вплоть до 1181 страницы, далее следуют дополнения (до стр. 1557) и список литературы.
Список А, написан на пергаменте, и содержит 296 страниц. При этом текст был идентифицирован как написанный секретарём Гансом Мюллером из Месскирха; на полях — собственноручные пометки Фробена Кристофа фон Циммерна. В течение времени рукопись была обрезана, почти все иллюстрации (за исключением одной) были вырезаны, и часть страниц порвана, либо удалена.
На основании почерковедческой экспертизы говорят о трёх персонах, принявших участие в написании Хроники. Значительная часть текста была записана рукой Ганса Мюллера, с 1552 г. служившего секретарём у Готтфрида Вернера фон Циммерна; примерно половина принадлежит руке другого неизвестного лица, и, наконец, ясно различимы многочисленные заметки и корректуры (особенно в Списке А), оставленные графом Фробеном Кристофом фон Циммерном.
Герхард Вольф датирует Список А 1554 г., когда Фробен Кристоф фон Циммерн, поддерживаемый своим дядей Готтфридом Вернером, обрёл известную самостоятельность, и смог обратиться к самостоятельным историческим штудиям. Написанный на пергаменте, этот список, скорее всего, задумывался как чистовая версия Хроники, однако многочисленные правки и новые сведения сделали необходимым создание новой основной рукописи, начатой, вероятно, в 1554/1465 гг. и завершение которой предотвратила смерть Фробена Кристофа в ноябре 1566 г. Местом написания рукописи считается канцелярия Фробена Кристофа в замке Месскирх.
Единственный сын (наряду с восемью дочерьми) графа Фробена, Вильгельм фон Циммерн (1549—1594), на котором прервалась мужская линия Циммернов, продал, либо подарил кабинет редкостей своего отца австрийскому эрцгерцогу Фердинанду II, получив при дворе последнего высокие посты. Собрание Циммернов стало, тем самым, основанием знаменитой амбразской коллекции. Хроника осталась в семейном владении, хотя её значение, скорее всего, не было распознано.
В XVII—XVIII вв. части рукописи попали во владение Фюрстенбергов и хранились в Донауэшингене в придворной библиотеке, где в 1776 г. они — с помощью придворного архивариуса Дёппнера (Doeppner) — были заново открыты библиофилом Йозефом фон Лассбергом, и в начале XIX в. стали известны в литературных и научных кругах, зачастую используясь как источник вдохновения и ценных сведений о Средневековье (так, Хронику для своего собрания легенд использовал Людвиг Уланд). В 1993 г. рукопись была продана Фюрстенбергами Библиотеке земли Вюртемберг в Штутгарте ( Württembergische Landesbibliothek).
Первое издание Хроники, предпринятое германистом Карлом Августом Бараком (Karl August Barack, 1827—1900), увидело свет в 1869 г. (второе, улучшенное издание, — в 1882 г., и было перепечатано в 1932 г.), впервые представив её широкой общественности. Все последующие издания Хроники опираются именно на издание Барака, причём являясь сокращённой, либо популярной её версией, и ограничиваясь, по большей части, историческими анекдотами, адаптированными к современному словоупотреблению. Проблематичной — с современной точки зрения — является проведённая Бараком «реконструкция» ненаписанных графом Фробеном частей Хроники.
В 1960-х гг. Рудольф Зайгель (Rudolf Seigel) и Гансмартин Деккер-Гауфф (Hansmartin Decker-Hauff, 1917—1992) начали работу над новым изданием Хроники, положив в основу своей работы Список Б; однако, эта работа не была закончена.

### Издания Хроники
Научные издания
- Zimmerische Chronik. Hrsg. von Karl August Barack. Stuttgart 1869 (в 4 т.), считается устаревшим
- Zimmerische Chronik. Hrsg. von Karl August Barack. 2. Aufl., Mohr, Freiburg 1881—1882 (в 4 т.)
- Zimmersche Chronik. Nach der Ausgabe von Barack hrsg. von Paul Hermann. Hendel, Meersburg und Leipzig 1932 (переиздание)
- Die Chronik der Grafen von Zimmern. Handschriften 580 und 581 der Fürstlich Fürstenbergischen Hofbibliothek Donaueschingen. Hrsg. von Hansmartin Decker-Hauff unter Mitarbeit von Rudolf Seigel. Thorbecke, Konstanz 1964—1972 (в 3 т.), незавершённое издание

Выдержки из Хроники
- Bernhard Ihringer (Hrsg.): Aus der Chronika derer von Zimmern. Historien und Kuriosa aus sechs Jahrhunderten deutschen Lebens . (= Lebensdokumente vergangener Jahrhunderte; Bd. 3). Langewiesche-Brandt, Ebenhausen und Leipzig 1911.
- Johannes Buehler (Hrsg.): Wappen, Becher, Liebesspiel. Die Chronik der Grafen von Zimmern 1288—1566. Societäts-Verlag, Frankfurt am Main 1940 (Nachdruck 1988).
- Walther Frick: Es war so ganz anders. Geschichten aus der Zimmern’schen Chronik. Geiger, Horb 1988, ISBN 3-89264-260-5.
- Gunter Haug: Von Rittern, Bauern und Gespenstern. Geschichten aus der Chronik der Grafen von Zimmern. Gmeiner, Meßkirch 1996, ISBN 3-926633-34-4.
- Gunter Haug: Die Welt ist die Welt. Noch mehr Geschichten aus der Chronik der Grafen von Zimmern. Gmeiner, Meßkirch 1997, ISBN 3-926633-37-9.